# Albert Jan Kluyver
Pour les articles homonymes, voir Kluyver.
Albert Jan Kluyver, né le 3 juin 1888 à Breda et mort le 14 mai 1956 à Delft, est un microbiologiste et biochimiste néerlandais,,,.

## Biographie
Kluyver est le fils d'un professeur de mathématiques, Kluijver Jan Cornelis, et de Marie Honigh. Sa sœur, Albertina Clasina Kluijver, est la première femme déléguée des Pays-Bas à la Société des Nations. Le 29 juillet, 1916, il épouse Helena Johanna Lutsenburg Maas, avec qui il a trois filles et deux fils.
Il obtient son doctorat en génie chimique à l'âge en 1914. De 1916 à 1919, il est consultant dans l'industrie à Java, alors colonie néerlandaise. Il réalise ensuite une étude sur la production de fibres de noix de coco en Malaisie et à Ceylan et dirige un laboratoire à Bandung.
De 1920 jusqu'à sa mort en 1956, il est professeur de microbiologie à l'Université de technologie de Delft. Il succède à Martinus Beijerinck. L'un de ses premiers étudiants et assistant est Cornelius van Niel, qui lance plus tard l'idée d'École de Delft en microbiologie.

## Carrière
En 1926, Albert Kluyver et Hendrick Jean Louis Donker publient l'article Die Einheit in der Biochemie (L'Unité en Biochimie), qui promeut la vision que la biologie de tous les organismes est identique au niveau biochimique. Kluyver illustre cette idée par l'aphorisme : « De l'éléphant à la bactérie butyrique - tout est identique ». Cet article, ainsi que les autres travaux de Kluyver, supportent l'idée d'une unité biochimique des êtres vivants ainsi que la possibilité de créer une discipline de « biochimie comparée », semblable à « l'anatomie comparée ». Ce concept a permis l'établissement d'une base théorique pour l'étude des processus biochimique chez les bactéries, et, par extension, chez les autres organismes. Il le démontre notamment en montrant la similitude des processus impliqués dans la photosynthèse chez les cyanobactéries, les algues et les plantes terrestres.
L'étudiant le plus célèbre de Kluyver, Cornelis B. Van Niel note qu'au milieu du XXe siècle, le travail de Kluyver sur l'unité biochimique n'était plus cité, En revanche, il est suffisamment influent pour qu'en 1954 François Jacob et Jacques Monod le paraphrasent sans le mentionner sous la forme « Tout ce qui est vrai pour Escherichia coli doit aussi être vrai pour l'éléphant », à propos de l'universalité du code génétique,. 

## Prix et distinctions

### Académicien
Il appartient à l'école de Delft en microbiologie. En 1926 il devient membre de l'Académie royale néerlandaise des arts et des sciences.

### Prix
Il est considéré comme un pionnier de la biochimie comparée  et obtient la médaille Copley en 1953.

### Éponymie
L’abréviation Kluyver s'utilise en botanique pour la nomenclature des noms d'espèces. Le genre de bactérie Kluyvera a été nommée en son honneur.

### Biographies
Une biographie a été publiée en 1959 par A F Kamp : Albert Jan Kluyver. His life and work.

## Publications
- avec H. J. L. Donker, Die Heinheit in der Biochemie, Chem. Zelle Gewebe, vol.13, 1926, p. 134-190
- Chemical Activities of Micro-Organisms. University of London Press, Londres, 1931
- avec Cornelis B. Van Niel, The Microbe's Contribution to Biology, Harvard University Press, Cambridge, Mass., 1956